# 挪威统一
挪威统一（書面挪威語：Rikssamlingen）是指數個挪威小王国合并成一个单一王国的过程。金发哈拉尔是第一个统一挪威的君主。 不過金发哈拉尔去世後，王国再度分裂。